# Umuda Kelepçe Vurulmaz
Umuda Kelepçe Vurulmaz è un serial televisivo drammatico turco composto da 15 puntate, trasmesso su Fox dal 3 novembre 2016 al 9 febbraio 2017. È diretto da Cemal Şan, scritto da Yekta Torun, Duygu Tankaş e Hilal Yıldız, prodotto da Bi Yapım Prodüksiyon ed ha come protagonisti Özge Özder e Mert Yazıcıoğlu.

## Trama
Con il diritto alla lettura, la vita di sette giovani cambia completamente. Grazie al progetto di legge avviato per Onur, figlio viziato di una famiglia benestante, Fırat, Azad, Rüya, Peri e Narin ottengono il diritto di studiare.

## Episodi
| Stagione       | Episodi | Prima TV Turchia | Prima TV Italia |
| -------------- | ------- | ---------------- | --------------- |
| Prima stagione | 15      | 2016-2017        | inedita         |

### Prima stagione (2016-2017)
| n° | Titolo originale | Prima TV Turchia |
| -- | ---------------- | ---------------- |
| 1  | 1. Bölüm         | 3 novembre 2016  |
| 2  | 2. Bölüm         | 10 novembre 2016 |
| 3  | 3. Bölüm         | 17 novembre 2016 |
| 4  | 4. Bölüm         | 24 novembre 2016 |
| 5  | 5. Bölüm         | 1º dicembre 2016 |
| 6  | 6. Bölüm         | 8 dicembre 2016  |
| 7  | 7. Bölüm         | 15 dicembre 2016 |
| 8  | 8. Bölüm         | 22 dicembre 2016 |
| 9  | 9. Bölüm         | 29 dicembre 2016 |
| 10 | 10. Bölüm        | 5 gennaio 2017   |
| 11 | 11. Bölüm        | 12 gennaio 2017  |
| 12 | 12. Bölüm        | 19 gennaio 2017  |
| 13 | 13. Bölüm        | 26 gennaio 2017  |
| 14 | 14. Bölüm        | 2 febbraio 2017  |
| 15 | 15. Bölüm        | 9 febbraio 2017  |

## Personaggi e interpreti
- Perihan (episodi 1-15), interpretata da Özge Özder.
- Fırat (episodi 1-15), interpretato da Mert Yazıcıoğlu.
- Ceren (episodi 1-15), interpretata da Melisa Şenolsun.
- İnci (episodi 1-15), interpretata da Begüm Birgören.
- Güler (episodi 1-15), interpretata da Özlem Başkaya.
- Emir (episodi 1-15), interpretato da İlker Kızmaz.
- Onur (episodi 1-15), interpretato da Burak Dakak.
- Elif (episodi 1-15), interpretata da İlayda Akdoğan.
- İdil (episodi 1-15), interpretata da Ecem Baltacı.
- Yeliz (episodi 1-15), interpretata da İlay Tiryaki.
- Narin (episodi 1-15), interpretata da Gizem Ergün.
- Peri (episodi 1-15), interpretata da Nazlı Bulum.
- Nizam (episodi 1-15), interpretato da Turgay Aydın.
- Rüya (episodi 1-15), interpretata da Zeynep Bastık.
- Azad (episodi 1-15), interpretato da Mustafa Elikoğlu.
- Kömür (episodi 1-15), interpretato da Emir Özden.
- Asim (episodi 1-15), interpretato da Yıldırım Şimşek.
- Hikmet (episodi 1-15), interpretato da Aziz Sarvan.
- Tuncay (episodi 1-14), interpretato da Halil Balkanlar.
- Halil (episodi 1-15), interpretato da Onur Bilge.
- Neriman (episodi 1-15), interpretata da Şebnem Dokurel.
- Burak (episodi 1-15), interpretato da Yiğit Dikmen.
- Cemil (episodi 1-2), interpretato da Cemal Elçin Akar.

## Produzione
La serie è diretta da Cemal Şan, scritta da Yekta Torun, Duygu Tankaş e Hilal Yıldız e prodotta da Bi Yapım Prodüksiyon.

### Riprese
Le riprese della serie sono state effettuate a Istanbul, in particolare a Kemerburgaz (nel distretto di Eyüp).